# Pere Pintor
Pere Pintor (Xàtiva, València, aprox. 1423 — Roma, 4 de setembre de 1503) fou un prestigiós metge valencià.
D'origen judeoconvers, estudià arts i medicina a la Universitat de Lleida. Començà a practicar la medicina al voltant de 1444 a València, on aconseguí un gran prestigi, arribant a convertir-se en examinador de metges i professor de cirurgia. Poc després de 1485, Pintor abandonà València i s'establí a Roma, acompanyant a Roderic de Borja, tal com ho feu Gaspar Torrella, convertint-se en el seu metge. El 1499 és el metge personal del papa Alexandre VI, al qual li dedicà el De praeservatione curationeque pestilentiae. Durant una gran pesta, tots dos van morir a Roma l'estiu del 1503. Pintor morí el 4 de setembre de 1503, només dues setmanes després del pontífex, i va ser enterrat a l'església de Sant'Onofrio, sota una làpida que la seva muller va ordenar col·locar, de cognom Sabata.
Pintor va escriure en la seva obra sobre epidemiologia, especialment, sobre el brot de tifus que afectà Roma el 1493, intentant cercar en l'astrologia l'origen i les causes de la malaltia, tal com era habitual en aquell moment. Creia que la conjunció astral esdevinguda entre 1483 i 1500 podia haver influït en l'aparició del brot.
Pintor mantingué un greu conflicte professional amb el també metge Gaspar Torrella, reflectit en la seva obra, en el si de la cort romana d'Alexandre VI, relacionat, especialment, amb els mètodes de tractament de la malaltia de la sífilis.

## Obres
- Aggregator sententiarum doctorum omnium de preservatione et curatione pestilentiae (1499), sobre l'epidèmia del tifus que va assolar Roma en 1493, interpretant-la en termes astrològics.[3]
- De morbo foedo et occulto his temporibus affligente (1500), una de les principals fonts i descripcions de la malaltia de la sífilis.[3]